# Motorola A1000
Motorola A1000は、モトローラによって開発された、第三世代携帯電話（スマートフォン）である。Symbian OS搭載で、ユーザインタフェース (UI) にはUIQを採用。A-GPSを搭載している。A1000はA925とA920の後継機種に当たる。また2005年7月に、この機種をベースに、さらに無線LANに対応した、M1000がNTTドコモから発売された。

## 概要
2004年発売。当初はSIMフリー版が無く3 (携帯電話事業者)と契約することで利用できた。計画では2色登場する予定だったが、1色となった。
外部メモリはTransFlashに対応。TransFlashと互換性のあるmicroSDも利用でき、1GBの動作報告もされている。
発売当時、A1000の先進的な性能が人気を呼び、いくつかのフォーラムが出来た。
また、モトローラが故意に付けた機能制限を回避するソフト（アプリケーションピッカー、GPRSのアカウントエディタ、外部メモリ上にソフトウェアをインストールできるインストーラなど）がユーザの手によって開発された。
1年後、モトローラからSIMフリー版のA1000が発売。黒色の光沢仕上げのA1000も販売された。
日本語フォントは搭載されていないが、別途インストールすることで日本語を表示することが可能になる。

## スペック（スペック表以外）
- 入力インタフェース : タッチパネル（手書き認識搭載）
- メッセージング : SMS / MMS / e-mail（POP3/IMAP4/SMTP）クライアント
- 内蔵ブラウザ : WAP 2.0 / Opera 7.5（フルブラウザ）
- 外部インタフェース : USBケーブル接続 / Bluetooth
- Java : Java ME / MIDP 2.0 / CLDC 1.1

### その他の特徴
- A-GPS搭載
- Word, Excel, PowerPoint, PDFファイルを閲覧可能
- 個人情報管理 (PIM) ソフトウェア搭載
- ソフトウェア開発キット